# 黄醒恒
黄醒恒（1990年11月26日—），现为珠海广播电视台节目主持。毕业于四川师范大学播音主持專業，2010年入行，早期於深圳電視台任職，2012年轉職至珠海電視台至今，同年參與深圳衛視娛樂頻道節目《青春之星》，入圍全國120強。2013年參與江蘇衛視節目《非常了得》而為人熟識。
黄醒恒現時為珠海電視台民生節目《1890及時幫》主持人。